# Distrito electoral 12 (Illinois)
El distrito electoral 12 (en inglés: Precinct 12) es un distrito electoral ubicado en el condado de Monroe en el estado estadounidense de Illinois. En el Censo de 2010 tenía una población de 877 habitantes y una densidad poblacional de 19,18 personas por km².

## Geografía
Según la Oficina del Censo de los Estados Unidos, tiene una superficie total de 45.71 km², de la cual 45.23 km² corresponden a tierra firme y (1.05%) 0.48 km² es agua.

## Demografía
Según el censo de 2010, había 877 personas residiendo. La densidad de población era de 19,18 hab./km². De los 877 habitantes, estaba compuesto por el 97.72% blancos, el 0.11% eran afroamericanos, el 0% eran amerindios, el 1.14% eran asiáticos, el 0% eran isleños del Pacífico, el 0.91% eran de otras razas y el 0.11% pertenecían a dos o más razas. Del total de la población el 1.6% eran hispanos o latinos de cualquier raza.